# Jedrski razpad
Jêdrski razpàd (drugače imenovan tudi radioaktivni razpad) je proces, v katerem nestabilno atomsko jedro razpade v drugo atomsko jedro. Ob razpadu nastanejo poleg novega jedra še razmeroma majhni delci, kot sta delec α ali β. Novo jedro je lahko v enem od vzbujenih stanj, ki ob prehodu v osnovno stanje izseva še žarek gama. Za razpade jeder je udomačen izraz radioaktivnost.
Jedrski razpad je naključni proces. Za dano nestabilno jedro ne moremo napovedati, kdaj bo razpadlo. Lahko pa podamo razpolovni čas, to je čas, v katerem v dovolj velikem vzorcu v povprečju razpade natanko polovica nestabilnih jeder.

## Razpad alfa
Razpad alfa je razpad, pri katerem jedro izseva delec α oz. helijevo jedro in ob tem preide v jedro, ki ima za 4 manjše masno število in za 2 manjše vrstno število. Zgled je razpad jedra urana-238:
23892U → 23490Th + 42He
Pogostejši je zapis
238U → 234Th + α

## Razpad beta
Razpad beta je radioaktivni razpad, pri katerem atomsko jedro izseva delec beta. V to skupino razpadov uvrščamo razpade β+, β- in ujetje elektrona.
Pri razpadu β- se nevtron v jedru pretvori v proton, delec β- (elektron) in elektronski antinevtrino. Vrstno število se ob tem poveča za 1, masno število pa ohrani.
Pri razpadu β+ pa se proton v jedru pretvori v nevtron, delec β+ (pozitron) in elektronski nevtrino. Ob tem se vrstno število zmanjša za 1, masno število pa ohrani.